# Hostus Lucretius Tricipitinus
Pour les articles homonymes, voir Lucretius.
Hostus Lucretius Tricipitinus est un homme politique de la République romaine, consul en 429 av. J.-C.

## Famille
Il est membre des Lucretii Tricipitini, branche de la gens Lucretia. Il est le père de Publius Lucretius Tricipitinus, tribun militaire à pouvoir consulaire en 419 et 417 av. J.-C.

## Biographie

### Consulat (429)
Hostus Lucretius Tricipitinus devient consul en 429 av. J.-C. avec Lucius Sergius Fidenas pour collègue dont c'est le deuxième consulat,,. Il est possible que durant leur mandat, le territoire romain ait subi une grave sécheresse et ait été la proie de raids en provenance de Véies. Une enquête menée à Fidènes par une commission spéciale dont font partie Lucius Sergius Fidenas, Quintus Servilius et Mamercus Aemilius, révèle la duplicité de certains de ses habitants avec les Étrusques et l'organisation de ces raids. Une partie des Fidénates est alors déplacée et installée à Ostie. Toutefois, selon Tite-Live, ces évènements ne se déroulent que l'année suivante, en 428 av. J.-C., et rien de remarquable ne se passe durant le consulat de 429.